# لیو ژی
لیو جی  (به چینی: 劉智، پین یین: Liú Zhì) یک محقق و عالم مسلمان اهل چین بود.

## زندگی
او در ۱۶۵۵ میلادی در نانجینگ به دنیا آمد. تحصیلات ابتدایی را در نزد پدرش لیو سانجی، آموخت. لیو جی در سن ۱۲ سالگی نزد یوان روکی به پژوهش پرداخت. و از ۱۵ سالگی به آموختن عربی و فارسی پرداخت. سپس، بسیاری از متون هندی و کتب و رسالات غربی را خواند. همچنین به دیدار اساتید و دوستانش در پکن، شوجن، هانگ جو، شاندونگ و هنان رفت و از تعالیم آنها برخوردارشد.
او در سال‌های بعد، به نانجینگ بازگشت و به رغم زندگی بسیار فقیرانه‌ای که داشت، تمام همت خود را مصروف ترجمه متون اسلامی کرد.
او در ۱۷۳۹ میلادی درگذشت.

## آثار
لیوجّی صاحب سه‌گانهٔ تیِن‌فانگ است:
- تیِن‌فانگ شینگ‌لی حقایق تصوف در اسلام
- تیِن‌فانگ دیِن‌لی آداب و احکام در اسلام
- تیِن‌فانگ جّی شِنگ‌شیلو سیرهٔ پیامبر اسلام

او لوایح جامی را نیز به چینی برگردانده است.